# Association Jeunesse Education et Loisirs de Rufisque
Actualités
Dernière mise à jour : 24 août 2024.
Association Jeunesse Education et Loisirs de Rufisque est un club de football sénégalais basé à Rufisque.

## Histoire
Association Jeunesse Education et Loisirs de Rufisque a été créé en 2014, en 2015, il accède à la Nationale 1. En 2022, ils atteignent les demi-finales de la coupe du Sénégal en éliminant deux cadors de la ligue 1 dont un champion en titre de Ligue 1, qui sont également des derbys,. et est promu en ligue 2. En 2024, il accède à la ligue 1 pour la première fois de leur histoire.

## Palmarès
- National 1 (1)
  - Finaliste : 2022

### Équipe Cadets
- Coupe du Sénégal de football cadets
  - Vainqueur en 2015[6].